# آیدا جودیت لئون
آیدا جودیت لئون (به اسپانیایی: Aída Judith León); زاده ۲۳ ژوئن ۱۹۲۸ – درگذشته ۲۰ نوامبر ۲۰۲۴) سیاست‌مدار اهل اکوادور بود. وی همسر گییرمو ردریگز لارا، رئیس‌جمهور اکوادور و از ۱۹۷۲ تا ۱۹۷۶ بانوی اول این کشور بود.
آیدا جودیت لئون در ۲۰ نوامبر ۲۰۲۴، در سن ۹۶ سالگی درگذشت.